# Chiesetta de Probizer
La chiesetta de Probizer è una piccola chiesa privata situata nei pressi del lago di Cei, nel comune di Villa Lagarina, in provincia e arcidiocesi di Trento.

## Storia

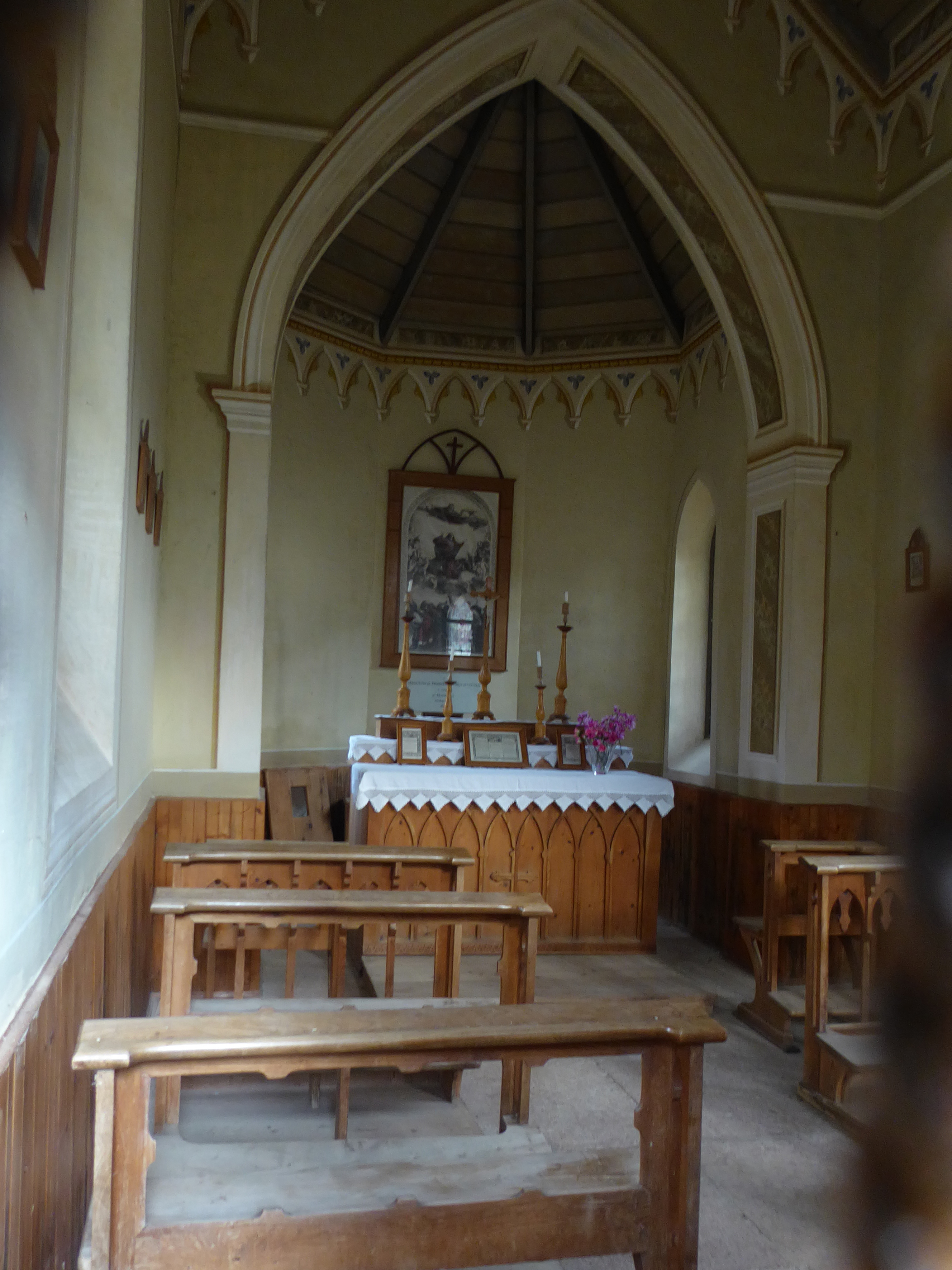
Interno

La chiesa, dedicata all'Santa Maria Assunta si trova sui terreni di Villa Maria de Probizer (anticamente il Maso Cadrobbio della famiglia Pizzini di Castellano); venne fatta costruire nel 1890-91 da Francesco de Probizer, su un progetto del geometra Emanuele Kocler modificato dallo stesso committente. Il piccolo edificio sacro fu eretto in primo luogo per onorare i genitori del proprietario, come si rileva dalla targa affissa dietro l'altare, che recita A/Sebastiano de Probizer ed Emilia de Veccelli/il figlio/ D.r Francesco/ ossequioso/ 1891.